# أدريان هنري
أدريان هنري (بالإنجليزية: Adrian Henri)‏ هو رسام وكاتب وشاعر بريطاني، ولد في 10 أبريل 1932 في بيركنهيد ‏ في المملكة المتحدة، وتوفي في 21 ديسمبر 2000 في ليفربول في المملكة المتحدة.

## وصلات خارجية
- أدريان هنري على موقع ميوزك برينز (الإنجليزية)
- أدريان هنري على موقع ديسكوغز (الإنجليزية)